# Risvase
Denna artikel avhandlar användningen av vase inom fiskvården. För andra betydelser, se Vase
Risvase, eller bara vase, som betyder "bunt" eller "knippa", är en ansamling av grenar och kvistar nedsänkta i vattnet. Det kan antingen vara i form av ett helt träd eller en buske, eller också en sammanbunden ansamling grenar eller kvistar (risknippe). Andra benämningar är risvål (bland annat Dalarna), syre och fiskvase.
Vasar av detta slag används i syfte att främja fiske. Nedsänkta i vatten lockar de småfisk att gömma sig i dem. Vasen utgör också fäste för rom av vissa vårlekande fiskslag (som mört, braxen, gös och abborre) och ger skydd åt fiskynglen när de kläckts. Detta leder i sin tur till att även större rovfiskar gärna samlas kring vasen vilket kan förbättra fiskelyckan i området närmast vasen. Än idag används vasar för fiske på många håll.